# Zygmunt Karol Przerębski
Zygmunt Karol Przerębski herbu Nowina (zm. ok. 1669 roku) – wojewoda sieradzki w latach 1665–1669, kasztelan sieradzki w latach 1663–1664, podkomorzy sieradzki w latach 1654–1664, starosta przedborski w 1655 roku, starosta rohatyński, starosta medycki w 1661 roku.
Pochodził z zasłużonej dla Sieradza polskiej rodziny szlacheckiej pieczętującej się herbem Nowina. Syn Maksymiliana, kasztelana sieradzkiego, marszałka dworu królowej i Anny Mohyły, wnuk Jakuba, kasztelana sieradzkiego. Poślubił Annę, córkę Stanisława Rewery Potockiego, wojewody krakowskiego i hetmana wielkiego koronnego, którego żoną została matka.
Poseł sejmiku szadkowskiego na sejm 1650 roku, sejm nadzwyczajny 1654, sejm 1655 roku, sejm 1659 roku. Poseł na sejm 1658 roku.